# Claudi Lorenzale i Sugrañes

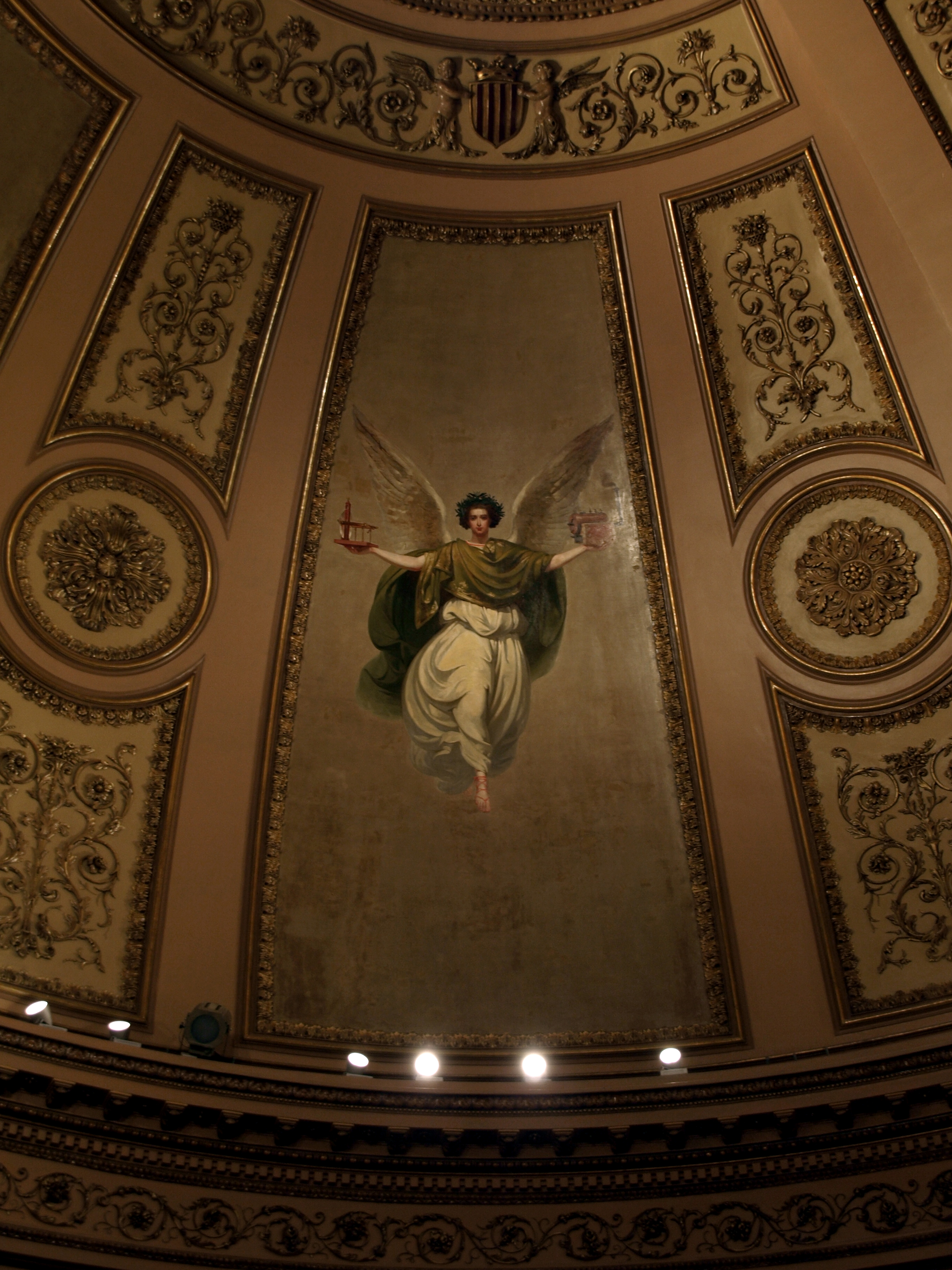
Pintures a la cúpula de la Casa de la Ciutat de Barcelona de Claudi Lorenzale representant el Comerç i la Indústria.

Claudi Lorenzale i Sugrañes (Barcelona, 8 de desembre de 1814 o 1815 - Barcelona, 31 de març de 1889) fou un professor i pintor català, integrant del natzarenisme. Va ser molt reconegut com a retratista. Amb Pau Milà i Fontanals, Lorenzale representa el moviment del romanticisme medievalista que és l'origen de la recuperació del passat històric de Catalunya, confluint amb la Renaixença catalana.

## Biografia
Fill d'un barreter italià, es formà com a pintor a Múrcia des de 1828 i, a partir de 1830, a l'escola de la Llotja de Barcelona, on esdevingué alumne de Pelegrí Clavé i obtingué el primer premi de pintura per la seva obra Jael i Sísara el 1837. El mateix any, els seus pares el van enviar a Roma amb Pau Milà, qui el va posar en contacte amb el pintor natzarè Friedrich Overbeck, del qual esdevingué deixeble. Continuà la seva formació a l'Accademia di San Luca, on també fou obsequiat amb un primer premi de pintura. Durant la seva estada viatjà a moltes ciutats italianes de tradició artística i va ser molt influenciat pels grans mestres del Renaixement.
Va tornar a Barcelona el 1844 amb un programa artístic purista, inspirant-se en l'art medieval i en els ensenyaments d'Overbeck. Fundà una acadèmia pròpia que adquirí molt renom, estimulat per la recuperació dels models anteriors a Rafael. El seu prestigi com a docent comportà que el 1851 fos nomenat professor de l'escola Llotja de Barcelona, on exercí la docència fins al 1888, tant als Estudis d'Aplicació com als Estudis Superiors. El 1858, en fou director, càrrec que ostentà fins al 1877. Va tenir com a alumnes: Marià Fortuny, Caba, Padro, Lluís Vermell i Busquets, Gaudenci Masó i Ruiz de Espejo, el seu fill Ramir Lorenzale i la majoria dels pintors barcelonins de la seva generació, als qui va influir durant les seves classes públiques i privades.

## Obres
- Jael i Sísara (1837), Reial Acadèmia Catalana de Belles Arts de Sant Jordi.
- Origen de l'escut del comtat de Barcelona (1843-1844), Reial Acadèmia Catalana de Belles Arts de Sant Jordi.
- Pan (a. 1847), Reial Acadèmia Catalana de Belles Arts de Sant Jordi.
- El naixement de la Mare de Déu (c. 1849), Reial Acadèmia Catalana de Belles Arts de Sant Jordi.
- Retrat d'Alfons XII, Universitat de Barcelona.
- Retrat de Joan Güell i Ferrer, Galeria de Catalans Il·lustres de l'Ajuntament de Barcelona.
- Retrat de la dona i els fills del pintor, al Museu Nacional d'Art de Catalunya.
- Noces de la Reina Peronella amb Ramon Berenguer IV
- El príncep de Viana a Vilafranca.
- Otger Cataló (1855). (MUHBA)
- Sis teles amb episodis de la vida de la Mare de Déu que formaven part del retaule major de la catedral de Solsona, 1854-1856 (Catedral de Solsona)[6][7]
- La Verge del Dolors.

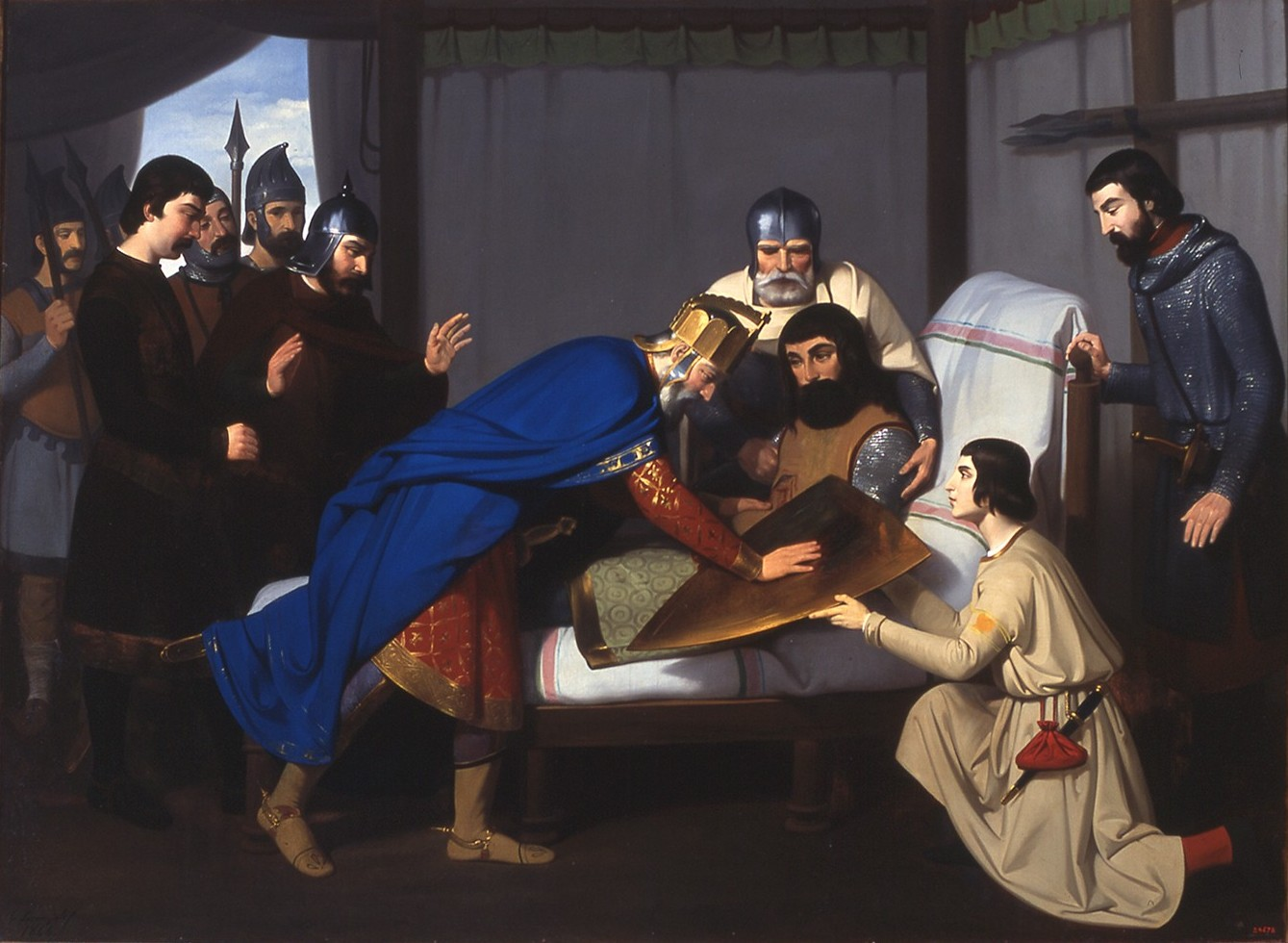
Origen de l'escut del comtat de Barcelona (1843-1844), Reial Acadèmia Catalana de Belles Arts de Sant Jordi de Barcelona.
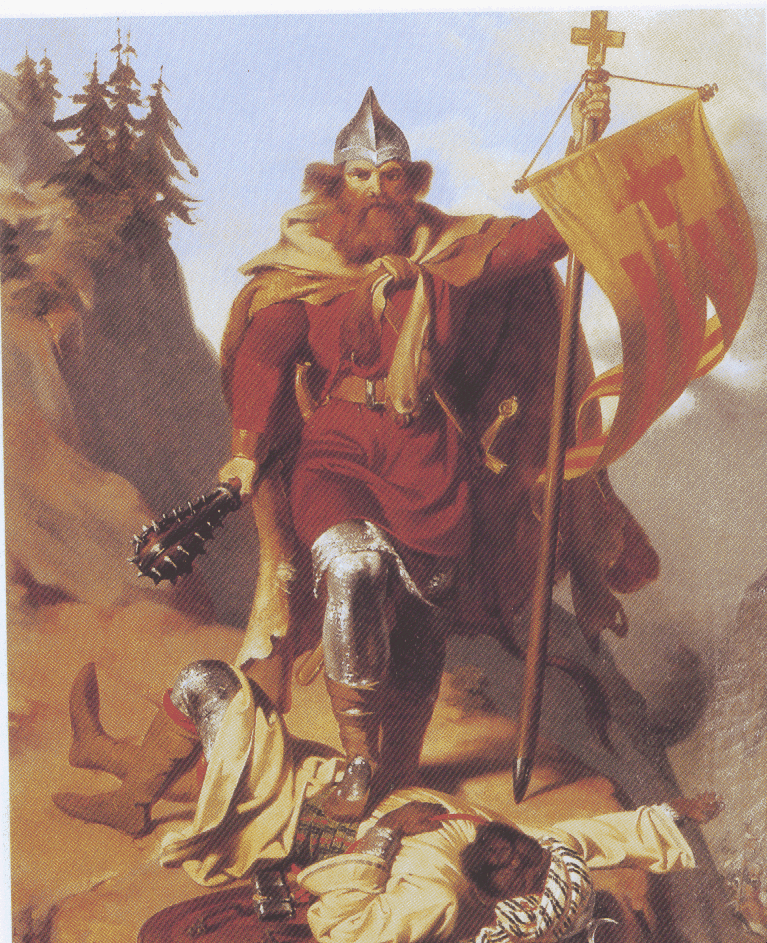
Otger Cataló (1855). (MUHBA)
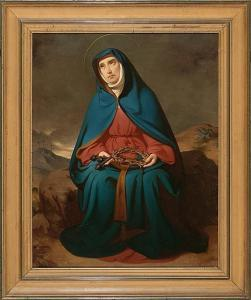
Verge dels Dolors (Madrid).
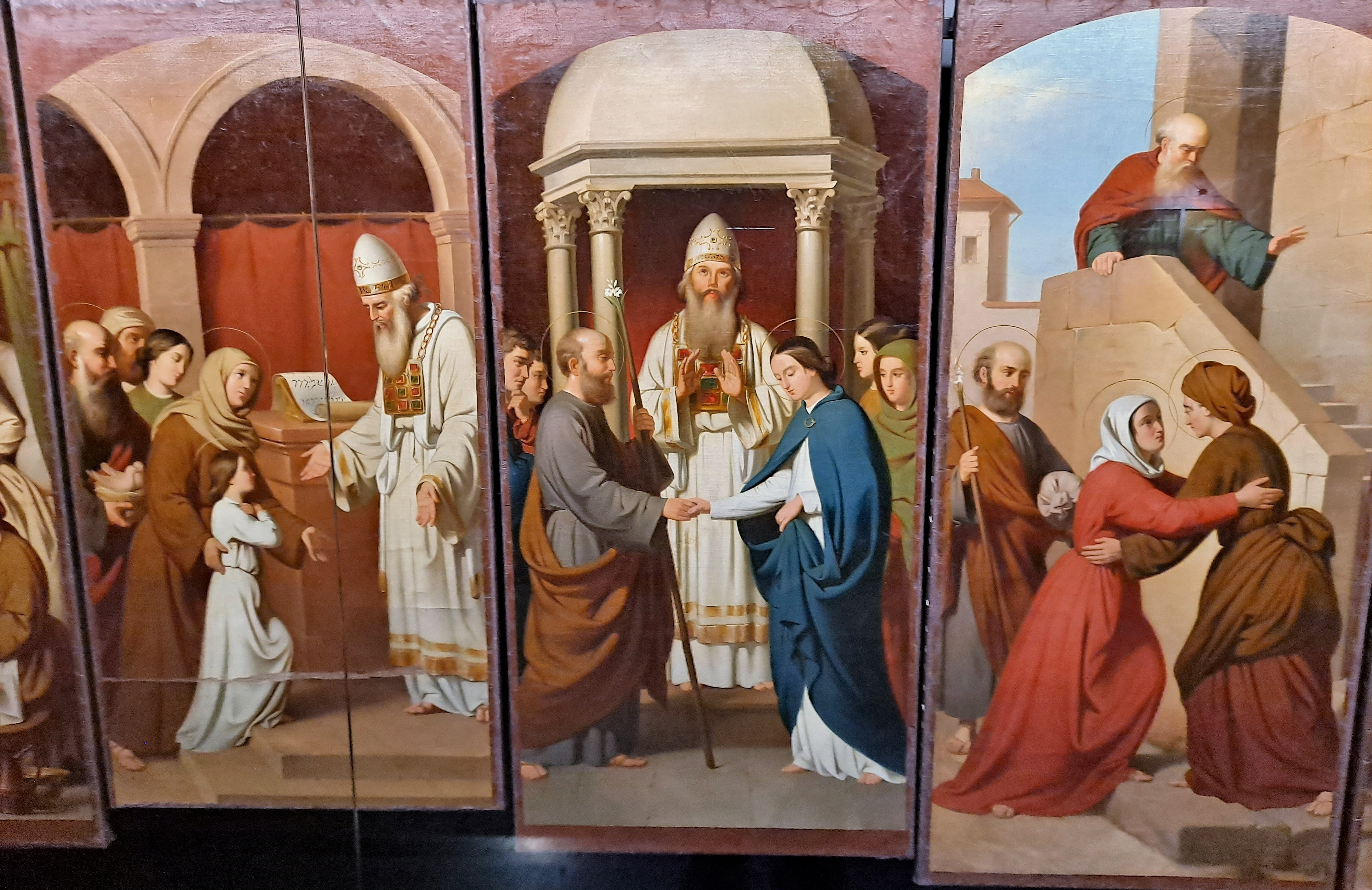
Pintures del Retaule de la catedral de Solsona 1854-56
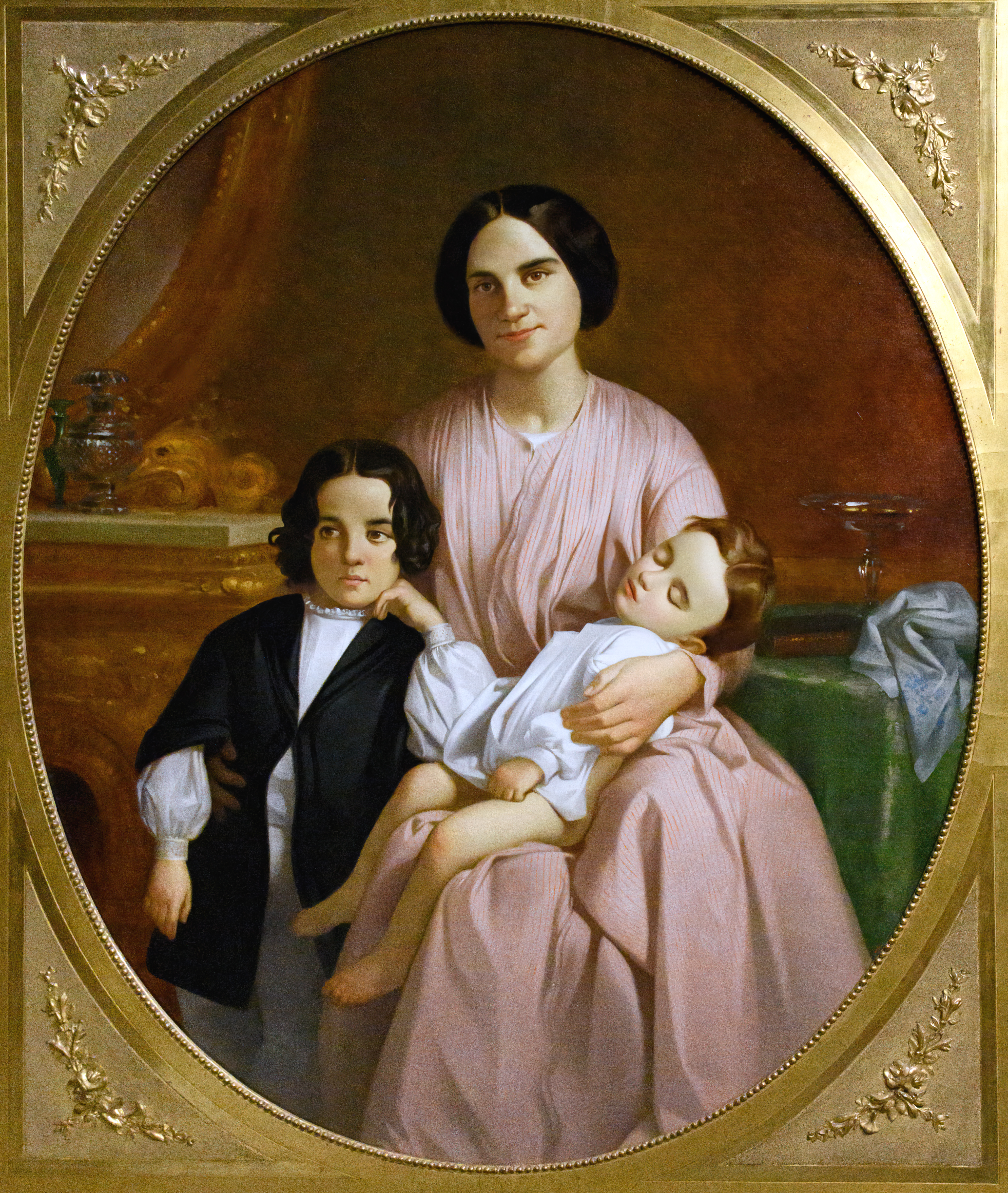
Retrat de la dona i els fills del pintor - Museu Nacional d'Art de Catalunya